# Jean Norman
Jean Norman (* 15. August 1977, bürgerlich Norman Sengewald) ist ein deutscher Komponist, Texter und Sänger.

## Leben
Norman erhielt eine Ausbildung in Klavier und Gesang. Hauptberuflich arbeitet er als Sänger im Opernchor am Theater Plauen-Zwickau.
Seit den 2010er Jahren arbeitet er unter dem Pseudonym Jean Norman, unter dem er Titel für Björn Landberg, Nico Alesi und Elchos schrieb. Zusammen mit Irma Holder schrieb Jean Norman für Patrick Lindner Schenk mir einen neuen Morgen, der 2019 auf dem Album Ich feier die Zeit erschien.
Er lebt mit seinen 3 Kindern in Thüringen.

## Diskografie
- 2017: Elchos,  Als hätte mich ein Engel berührt (Album Früher oder Später).
- 2019: Patrick Lindner, Schenk mir einen neuen Morgen (Album Ich feier die Zeit). Album Charts Deutschland: Höchstplatzierung 27, 1 Woche.[2]
- 2020: Björn Landberg, Weil du noch hier bist.
- 2021: Nico Alesi, Als Ob.
- 2025: Gina Brese, Voller Hoffnung (Plein D`espoir).[3]